# Perasia helveola
Perasia helveola là một loài bướm đêm trong họ Noctuidae.